# 빅토리아 루포
빅토리아 루포(Victoria Ruffo, 1961년 5월 31일 ~ )는 멕시코의 배우, 성우이다.